# 38. Gdynia – Festiwal Filmowy
38. Gdynia - Festiwal Filmowy 2013 – 38. edycja festiwalu filmowego, do 2011 r. noszącego nazwę Festiwal Polskich Filmów Fabularnych w Gdyni. Odbył się w dniach 9-14 września 2013.
Wielka Nagroda „Złotych Lwów” trafiła do rąk Pawła Pawlikowskiego za film Ida. W gronie zwycięzców znaleźli się także m.in. Maciej Pieprzyca i Małgorzata Szumowska, którzy otrzymali „Srebrne Lwy” za Chce się żyć i W imię...,  Agata Kulesza i Andrzej Chyra za najlepsze role aktorskie. Laureatem „Platynowych Lwów” za całokształt twórczości został reżyser Jerzy Antczak.

## Repertuar

### Konkurs Główny
1. Bejbi blues – reż. Katarzyna Rosłaniec
2. Bilet na Księżyc – reż. Jacek Bromski
3. Chce się żyć – reż. Maciej Pieprzyca
4. Drogówka – reż. Wojciech Smarzowski
5. Dziewczyna z szafy – reż. Bodo Kox
6. Ida – reż. Paweł Pawlikowski
7. Imagine – reż. Andrzej Jakimowski
8. Miłość – reż. Sławomir Fabicki
9. Nieulotne – reż. Jacek Borcuch
10. Ostatnie piętro – reż. Tadeusz Król (reżyser)
11. Papusza – reż. Joanna Kos-Krauze i Krzysztof Krauze
12. Płynące wieżowce – reż. Tomasz Wasilewski
13. Układ zamknięty – reż. Ryszard Bugajski
14. W imię... – reż. Małgorzata Szumowska

## Skład jury

### Konkurs Główny
- Janusz Głowacki
- Urszula Antoniak
- Agata Buzek
- Christopher Hampton
- Agnieszka Holland
- Kirsten Niehuus
- Artur Reinhart

### Konkurs Młodego Kina
- Cezary Harasimowicz
- Rafael Lewandowski
- Adrian Panek
- Anna Wróblewska

## Werdykt
- Wielka Nagroda „Złote Lwy” dla najlepszego filmu – reżyser Paweł Pawlikowski, producenci Ewa Puszczyńska i Piotr Dzięcioł za film „Ida”
- Nagroda „Srebrne Lwy” – reżyser Maciej Pieprzyca, producent Wiesław Łysakowski za film „Chce się żyć”
- Nagroda „Srebrne Lwy” – reżyser Małgorzata Szumowska, producent Agnieszka Kurzydło za film „W imię...”
- Nagroda „Platynowe Lwy” – Jerzy Antczak
- Nagroda Specjalna Jury – reżyser  Katarzyna Rosłaniec, producent Agnieszka Kurzydło za film „Bejbi blues”
- Nagroda Specjalna Jury – reżyser  Sławomir Fabicki, producenci Leszek Rybarczyk i Marek Rudnicki za film „Miłość”

### Nagrody indywidualne
- Najlepsza reżyseria – Małgorzata Szumowska za film „W imię...”
- Najlepszy scenariusz – Jacek Bromski za film „Bilet na księżyc”
- Młody talent reżyserski – Tomasz Wasilewski za film „Płynące wieżowce”
- Najlepsza główna rola kobieca – Agata Kulesza w filmie „Ida”
- Najlepsza główna rola męska – Andrzej Chyra w filmie „W imię...”
- Najlepszy profesjonalny debiut aktorski – Magdalena Berus w filmie „Bejbi blues”
- Najlepsze zdjęcia – Łukasz Żal i Ryszard Lenczewski za film „Ida”
- Najlepsza muzyka – Jan Kanty Pawluśkiewicz za film „Papusza”
- Najlepsza scenografia – Katarzyna Sobańska i Marcel Sławiński za film „Ida”
- Najlepsza drugoplanowa rola kobieca – Marta Nieradkiewicz w filmie „Płynące wieżowce”
- Najlepsza drugoplanowa rola męska – Zbigniew Waleryś w filmie „Papusza”
- Najlepszy dźwięk – Jacek Hamela i Guillaume Le Braz za film „Imagine”
- Najlepszy montaż – Paweł Laskowski za film „Drogówka”
- Najlepsza charakteryzacja – Anna Nobel-Nobielska za film „Papusza”
- Najlepsze kostiumy – Matylda Rosłaniec za film „Bejbi blues”

### Nagroda Publiczności
- Maciej Pieprzyca „Chce się żyć”